# Napapijri
Napapijri («Напапірі») — італійський бренд повсякденного одягу преміум-класу, що належить VF Corporation. Спочатку Napapijri був виробником альпійських сумок для подорожей, а тепер продає одяг для чоловіків, жінок і дітей, а також аксесуари, взуття та сумки.
Продукція компанії орієнтована на покупців, які займають вищий сегмент роздрібного ринку одягу. Ця марка також шалено популярна серед футбольних фанатів та скінхедів. Компанія відкрила 175 фірмових магазинів та більш ніж 2000 роздрібних магазинів по всьому світу.

## Історія
Бренд Napapijri був заснований в Кар (Аоста), Італія, в 1987 році, тоді створено Bering Bag — сумку призначену для мандрівників, яка стала першим продуктом, на якому з'явилася назва Napapijri.
Napapijri включає у свій брендинг образи подорожей та пригод. Сама назва «napapiiri» є варіацією фінського слова, що означає «полярне коло». Логотип компанії являє собою безпосередньо назву компанії, виконану наполовину білими та наполовину чорними літерами, щоб зобразити Північний та Південний полюси. Прапор Норвегії також використовується у брендингу, щоб асоціюватись з екстремальними умовами та традиціями знаменитих дослідників.
У 1990 році компанія почала розробляти та виробляти одяг та аксесуари та представила свою фірмову куртку Skidoo, легкий, захищений від дощу анорак, призначений для екстремальних температур. Саме з цією курткою бренд найбільш широко асоціюється.
У 2000-х роках компанія продовжувала поповнювати асортименти своєї продукції. 2002 року була представлена лінія одягу Napapijri Kids, а 2007 року — взуття. Перший магазин Napapijri відкрився в Шамоні, Франція, в 1997 році. З того часу компанія постійно додавала магазини і у 2012 році відкрила свій 100-й магазин у Стокгольмі. У тому ж році в Сеулі, Корея, відкрився перший в Азії магазин Napapijri.
У 2004 році Napapijri була придбана американським виробником одягу VF Corporation.

## Керівництво
Андреа Каннеллоні прийшов у Napapijri у 2009 році на посаду віце-президента та генерального менеджера, а зараз є президентом бренду. Каннеллоні працював дизайнером в Ermenegildo Zegna і Trussardi, а також обіймав посаду креативного директора в Hugo Boss.